# Бушевиця
Бушевиця (біл. вёска Бушавіца) — село в складі Молодечненського району Мінської області, Білорусь. Село підпорядковане Тюрлівській сільській раді, розташоване в західній частині області.